# Acmocera insularis
Acmocera insularis är en skalbaggsart som beskrevs av Stefan von Breuning 1940. Acmocera insularis ingår i släktet Acmocera och familjen långhorningar.
Artens utbredningsområde är São Tomé. Inga underarter finns listade i Catalogue of Life.